# Calvinet
Calvinet is een plaats en voormalige gemeente in het Franse departement Cantal in de regio Auvergne-Rhône-Alpes en telt 432 inwoners (1999). De plaats maakt deel uit van het arrondissement Aurillac. Calvinet is op 1 januari 2019 gefuseerd met de gemeente Mourjou tot de gemeente Puycapel.

## Geografie
De oppervlakte van Calvinet bedraagt 13,9 km², de bevolkingsdichtheid is 31,1 inwoners per km².
De onderstaande kaart toont de ligging van Calvinet met de belangrijkste infrastructuur en aangrenzende gemeenten.

## Demografie
Onderstaande figuur toont het verloop van het inwonertal.
Vanwege een beveiligingsprobleem met de MediaWiki Graph-software is het momenteel niet mogelijk deze grafiek weer te geven. Zodra de software is bijgewerkt zal de grafiek vanzelf weer zichtbaar worden.